# Vereniging van Schouwburg- en Concertgebouwdirecties
De Vereniging van Schouwburg- en Concertgebouwdirecties (VSCD) is een Nederlandse vereniging die in 1947 werd opgericht om door gezamenlijke inkoop prijskortingen te bedingen. In de loop der jaren is de vereniging uitgegroeid tot de belangrijkste brancheorganisatie van theaters in Nederland.
De vereniging is een ontmoetingsplek voor theaters en hun directies in de vorm van regio's, secties, congressen en beurzen, prijsuitreikingen, individuele coaching en intervisie en een groot aantal informele ontmoetingen en bijeenkomsten.

## Prijzen
De VSCD reikt jaarlijks de volgende theaterprijzen uit:
- Toneel
  - drie acteursprijzen: de Theo d'Ors voor meest indrukwekkende acteerprestatie in een dragende rol, bijdragende rol en grensverleggende podiumprestatie.
  - Voorheen reikte de VSCD ook de de Louis d'Or, de Arlecchino en de Colombina uit. Deze prijzen zijn in 2023 voor het laatst uitgereikt en vanaf 2024 vervangen door de genderinclusieve prijzen.
  - één prijs voor een gezelschap/regisseur/producent/etc: de Prosceniumprijs Het gaat dan specifiek om de mensen die niet op het toneel staan, maar op een andere wijze (creatief of organisatorisch) achter de schermen bijdragen aan de voorstellingen.
- Mime/Performance
  - één makers-/productieprijs voor de persoon of groep met een voorstelling of performance die de belangrijkste bijdrage heeft geleverd aan het bewegingstheater: de VSCD-Mimeprijs
- Dans
  - De Zwaan voor de meest indrukwekkende dansproductie.
  - De Zwaan voor de meest indrukwekkende podiumprestatie.
  - De Jonge Zwaan voor de meest indrukwekkende jeugddansproductie.
  - De Jonge Zwaan voor de meest indrukwekkende jeugddansprestatie.
  - één loopbaanprijs: De Gouden Zwaan
- Jeugdtheater
  - De 10 nominaties voor de Jeugdtheaterprijs winnen de Zilveren Krekel.
  - één prestatieprijs: De Gouden Krekel voor de meest indrukwekkende podiumprestatie van het jaar.
  - één productieprijs: De Gouden Krekel voor de meest indrukwekkende jeugdtheaterproductie van het jaar.
- Cabaret
  - drie prijzen voor de theatermaker(s) met het indrukwekkendste programma van het seizoen: de Poelifinario voor entertainment, engagement en kleinkunst.
  - één prijs voor de theatermaker(s) die het grootste toekomstperspectief heeft: Neerlands Hoop
- Klassieke muziek, sinds 2010 De Ovatie genoemd.
  - één prijs voor een bijzondere podiumprestatie van een musicus, of ensemble, die een belangrijke bijdrage levert aan het Nederlandse klassieke muziekleven.
- Algemeen
  - één oeuvreprijs (niet jaarlijks) voor podiumkunstenaars die met hun carrière een grote bijdrage hebben geleverd aan de Nederlandse podiumkunsten.